# Прокудин, Алексей Николаевич
Алексей Николаевич Прокудин (30 сентября 1915, село Верхне-Атаманское, Курская губерния — 20 декабря 1989, город Ивантеевка, Московская область) — штурман эскадрильи 108-го авиационного полка 36-й авиационной дивизии 8-го авиационного корпуса Авиации дальнего действия, майор, Герой Советского Союза.

## Биография
Прокудин А. Н. родился 30 сентября 1915 года в селе Верхне-Атаманское (ныне — в составе Старооскольского городского округа, Белгородская область)в семье крестьянина. Окончил семилетнюю школу, в 1932—1935 годах работал электросварщиком на Ворошиловградском паровозостроительном заводе. В 1935 году добровольно вступил в Красную Армию, после окончания в 1938 году Одесского пехотного училища продолжал службу в городе Котовск командиром взвода. В 1939 году по приказу Наркома обороны был командирован в Оренбургское авиационное училище, которое окончил в феврале 1940 года, и был зачислен в 27-ю авиационную бригаду ЛВО на должность штурмана. Участвовал в Советско-финской войне (1939—1940).
Первый боевой вылет в Великой Отечественной войне совершил 25 августа 1941 года в налёте 133-й АД на Тегеран в ходе «Иранской операции». Всего за годы войны совершил более 300 боевых вылетов, воевал на Западном, Брянском, Калининском, Ленинградском, Волховском, Карельском, Сталинградском, Центральном, Воронежском, 1-м Украинском, 1-м и 3-м Белорусских фронтах. Летал на легендарном бомбардировщике Ил-4 под командованием Героя Советского Союза Петра Ивановича Романова. Экипаж выполнял особые задания Верховного Командования по доставке грузов в партизанские соединения на оккупированной территории, обеспечивал проводку конвоев союзников в северные порты нашей страны, громил скопления войск и техники в портах и на железнодорожных узлах, блокировал аэродромы противника. Так, в ночь на 22 октября 1942 года группа в составе 9 самолётов подвергла бомбардировке аэродром Лаксельвен (Северная Норвегия), экипаж Прокудина выполнял самое трудное — освещение цели, в результате отличного выполнения задания группа уничтожила на аэродроме 65 самолётов противника. В ночь с 10 на 11 февраля 1944 года капитан А. Н. Прокудин в составе опергруппы «Север-3» участвовал по заданию Ставки в нанесении удара по линейному кораблю «Тирпиц» в Альтен-Фиорде (Норвегия).
Указом Президиума Верховного Совета СССР от 19 августа 1944 года за мужество и героизм, проявленные в боях с немецко-фашистскими захватчиками, капитану Прокудину Алексею Николаевичу присвоено звание Героя Советского Союза. Выдержка из наградного листа: «…Выполнял наиболее важные и ответственные задания. 103 боевых вылета совершил в сложных метеоусловиях. Стал замечательным мастером сокрушительных бомбардировочных ударов. По неполным данным, подтверждённым фотоконтролем, контролёрами бомбометания, агентурной разведкой, на боевом счету А. Н. Прокудина числится: взрывов большой силы — 12, взрывов средней силы — 27, пожаров — 84, в том числе 8 крупных, прямых попаданий по лётному полю аэродромов, стоянкам самолётов, эшелонам, скоплениям танков и автомашин — 60. Взрывами, пожарами и прямыми попаданиями авиабомб сожжено и уничтожено на земле 17 самолётов, 36 складов с горючим, боеприпасами, и другим военным имуществом, разбито 7 железнодорожных эшелонов, 9 паровозов, 28 вагонов, 5 бензоцистерн, разрушено и сожжено 18 станционных и аэродромных зданий, 1400 метров станционных путей, 20 танков, 16 прожекторов, подавлено или уничтожено 13 зенитных орудий, 12 зенитных пулемётов…».
А. Н. Прокудин демобилизовался в 1949 году в звании майора по состоянию здоровья. С 1968 года проживал в городе Ивантеевка Московской области, занимался общественно-патриотической работой. В 1976 году награждён Почётным знаком Московского комитета защиты мира за активную деятельность в движении сторонников мира. Умер 20 декабря 1989 года.
Похоронен на Кавезинском кладбище Пушкинского района Московской области.

## Награды
- Медаль «Золотая Звезда» (№ 4416);
- орден Ленина;
- орден Красного Знамени;
- два ордена Отечественной войны 1 степени;
- орден Отечественной войны 2 степени;
- орден Красной Звезды;
- медали.

## Память
- По решению Военного Совета Балтийского флота в ознаменование ратных подвигов Героя Советского Союза А. Н. Прокудина в городе Быхове Могилёвской области Белоруссии, где базировался гвардейский Севастопольско-Берлинский Краснознамённый авиационный полк ВВС Балтийского флота, преемник 108-го авиационного полка дальнего действия, в котором служил Алексей Николаевич, установлен бюст Героя.
- На доме № 6 по улице Победы в Ивантеевке, где жил А. Н. Прокудин, установлена мемориальная доска. Одна из новых улиц города носит его имя. На Родине Прокудина А. Н. в г. Старом Осколе, Белгородской обл. установлен бюст Героя, одна из улиц Старого Оскола также названа его именем.